# Riley Day
Riley Day, född 30 mars 2000, är en australisk friidrottare. Hon deltog vid olympiska sommarspelen 2020.